# Barthold van Gent

Barthold van Gent

Barthold van Gent (* vor 1575; † 22. September 1650) war Gesandter der Provinz Gelderland und Sprecher der niederländischen Gesandtschaft bei den Westfälischen Friedensverhandlungen in Münster und Osnabrück.

## Leben

### Herkunft und Familie
Barthold van Gent wurde als Sohn des Cornelis van Gent († 1614, Rat von Gelderland) und seiner Gemahlin Christina Pannekoeck (1557–1595) geboren. Im Jahre 1617 heiratete er Elisabeth van Giessen (1580–1668). Aus der Ehe sind fünf Kinder hervorgegangen.

### Werdegang und Wirken
Barthold studierte an der Universität Leiden und war 1614 Mitglied der Ritterschaft von Nimwegen. Im Jahre 1625 war er Rat und Rechenmeister der Provinz Gelderland und sechs Jahre später Amtmann der geldrischen Gemeinden Bommelerwaard, Tielerwaard und Bommel. Als Deputierter der geldrischen Ritterschaft war er Mitglied der Generalstaaten und galt als Gefolgsmann des Statthalters Friedrich Heinrich von Oranien. Gegen Ende des Jahres 1643 wurde er von der Provinz Gelderland zum Gesandten bei den Westfälischen Friedensverhandlungen bestimmt. Barthold führte den Vorsitz in der Gesandtschaft und war deren Sprecher. Mit seiner sechsköpfigen Delegation unterschrieb er am 1. März 1644 einen Vertrag mit der französischen Seite, der einen Sonderfrieden mit Spanien ausschloss. Dies war im Zusammenhang mit dem Spanisch-niederländischen Krieg zu sehen.
Das Krameramtshaus Münster war die Residenz der zeitweise einhundert Mann starken niederländischen Vertretung. Barthold war ein geschickter Diplomat. So gelang es ihm, die widerstreitenden Interessenlagen auszugleichen, was schließlich zum Frieden führte. Mit dem Frieden von Münster, der im Rahmen der Friedensverhandlungen zum Westfälischen Frieden geschlossen wurde, erhielten die Niederlande die völlige Souveränität und damit die Loslösung vom Heiligen Römischen Reich.